# Huila
Huila je departement v centrální části Kolumbie. Sousedí s departementy Tolima, Cundinamarca, Meta, Caquetá  a Cauca. Správním centrem je město Neiva. Sestává z 37 obcí. 
Přírodní podmínky zastoupených biotopů (mimo jiné poušť Tatacoa, páramo, savana, deštný les) na území departementu jsou rozličné vzhledem k proměnlivé nadmořské výšce, sklonitosti terénu, srážkám, větrům, oslunění apod. Na jihu departementu se rozkládá Kolumbijský masiv, ze kterého vycházejí severním směrem Centrální a Východní Kordillera. Tato pohoří odděluje údolí horního toku řeky Magdalena. 